# 皇海山
皇海山（すかいさん）は、栃木県日光市と群馬県沼田市との境界にある山である。足尾山地に属する。標高2,144m。日本百名山の一つ。約160万～90万年前に活動した古い成層火山だが、侵食が進み、また樹林に覆われ、今日では火山らしい面影はない。
東西に長い頂稜を持つが、北側は国境平付近まで標高差にして500m以上も切れ落ちている。

## 山名
現在、本山は『皇海山』と書いて『すかいさん』と読むが、江戸時代の正保年間の地図には『サク山』とあり、別名として『笄山』と書いて『こうがいさん』と読んでいたという。この別名『こうがいさん』が後に『皇開山』と当て字され、開が海に置き換えられ、皇の字がスメと読まれることから『すかいさん』と誤読されるようになったと云われている。

## 登山
皇海山に登るには、栃木県側の銀山平から庚申山・鋸山をへる伝統的なもの、渡良瀬川上流の松木渓谷を溯るもの、群馬県側の不動沢、そして両県境である日光白根山から袈裟丸山をむすぶ稜線をたどる、主に三つのコースがある。
栃木県側の庚申山から鋸山までの尾根は鋸尾根と呼ばれ、11のピークがあることから鋸十一峰と呼ばれ、険しい尾根を上り下りしながらのコースである。尾根の南側を巻くように、六林班峠を経由して皇海山に至るコースもあるが、どちらかといえば下りに使われることが多い。江戸時代には庚申山～鋸山～皇海山の尾根を行く「三山駆け」をする信仰登山が行われていた。庚申山頂への登り、鋸山の峰々の登降は梯子、鎖が数多く現れる険しい道のりである。山小屋は庚申山の山頂近くに庚申山荘（無人）がある。なお、登山口の銀山平には温泉があり、宿泊や入浴が可能である。
群馬県側の不動沢コースは、登山口の皇海橋まで自家用車を利用すれば、比較的容易に皇海山を往復することができたが、栗原川林道が通行できなくなった現在、そのアプローチの長さから、一般的とはいえなくなった。 
松木渓谷からのコースは、ニゴリ沢出合からモミジ尾根を登り、国境平から皇海山に至るものだが、距離が長く道も不明瞭なので、経験者向きである。途中で１泊を要するが、宿泊施設はない。その他に沢登りのルートもあるが、いずれも難度が高いので割愛する。
2017年に栃木県内の一般的な登山ルート82件について、体力の必要度や技術的難易度を示す「山のグレーディング」が、県内の山岳関係団体、市町、県警などによる県山岳遭難防止対策協議会により作成された。その中で皇海山は体力度「7」、技術的難易度も県内唯一の「D」と最難関に評価された。

## 隣接する山
- 庚申山 - コウシンソウの自生地として知られる。
- 袈裟丸山

## 関連画像

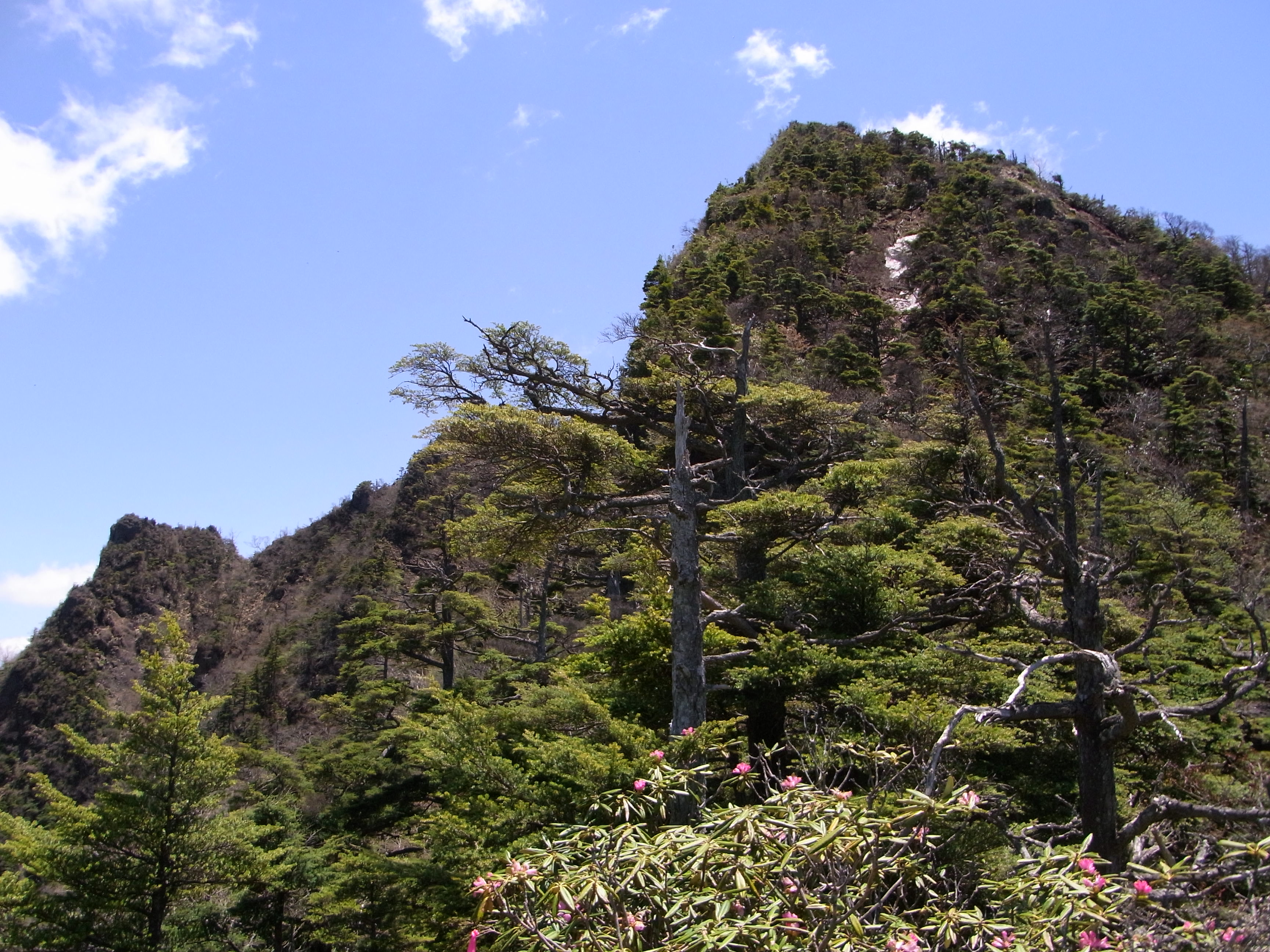
鋸山
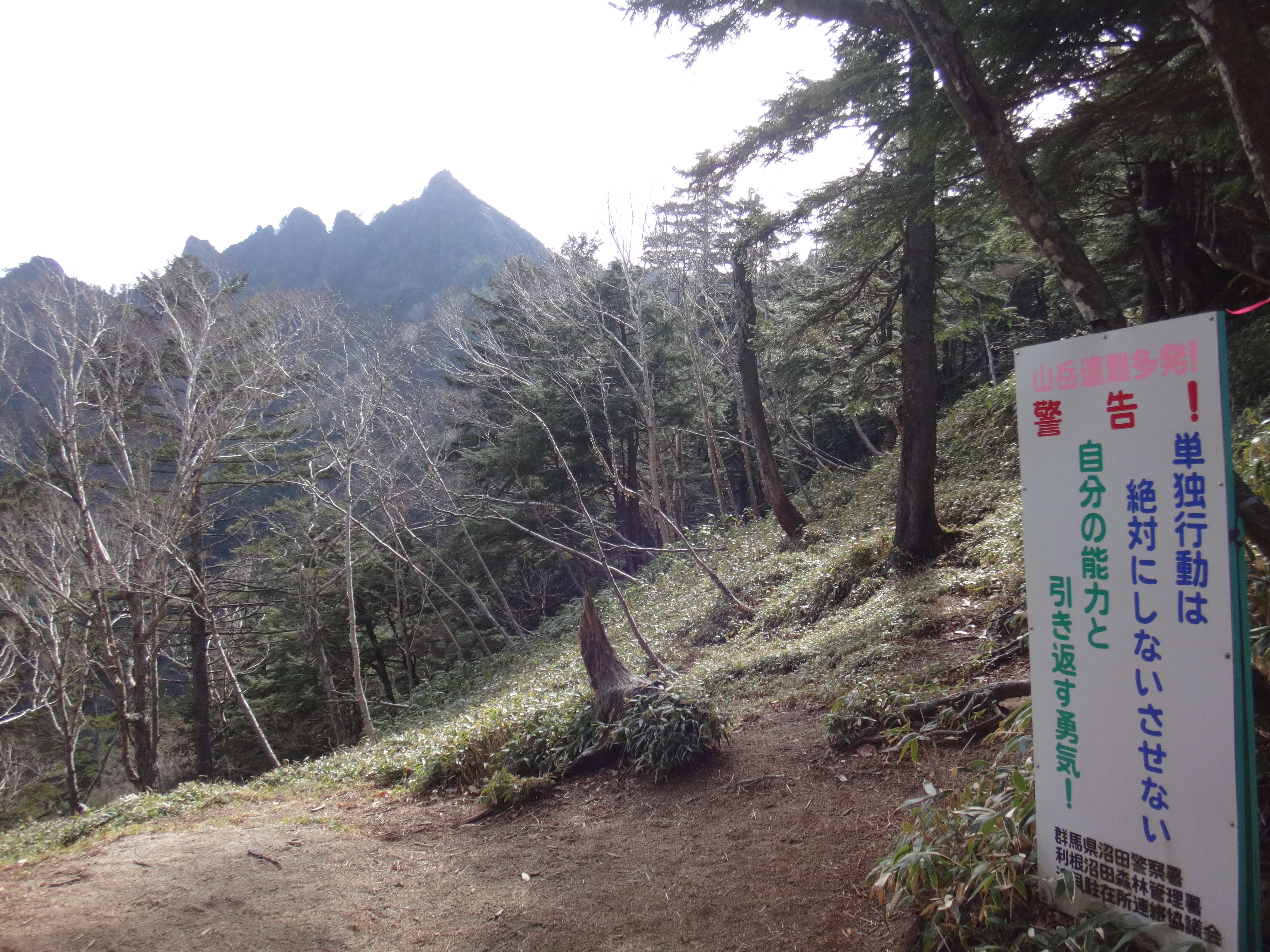
不動沢のコルにて鋸山を望む（山岳遭難多発警告の看板あり）